# Marijan Badel
Marijan Badel (Koprivnica, 3. srpnja 1920. – Sveta Jana, 22. lipnja 1944.), bio je sudionik Narodnooslobodilačke borbe, i narodni heroj Jugoslavije.

## Životopis
Marijan Badel rođen je 3. srpnja 1920. godine u bogatoj trgovačkoj obitelji u Koprivnici. 
Za vrijeme školovanja na Trgovačkoj akademiji u Zagrebu priključuje se omladinskom komunističkom pokretu. 
Na poziv KPJ organizira pripreme za podizanje ustanka u ljeto 1941. godine. Bio je veza boraca Zagrebačko-sesvetskog odreda i zagrebačke partijske organizacije. Često je odlazio u Zagreb izvršavajući razne partijske zadatke. Na tom poslu bio je nekoliko puta uhićen. Uvijek ga je iz ustaškog zatvora spašavalo bogatstvo njegove obitelji koja je uspijevala potkupiti ustaške časnike. U prosincu 1941. godine odlazi u Hrvatsko primorje, a početkom 1942. je u Gorskom kotaru u tamošnjem partizanskom odredu. Od studenog 1942. godine je borac 13. proleterske brigade "Rade Končar" u kojoj je u jednom od bataljona bio rukovoditelj SKOJ-a. U zapovjedništvu Žumberačko-pokupskog područja u 1943. godini Marijan Badel je najprije politički komesar Turopoljsko-posavskog odreda, a zatim i Operativnog štaba Žumberka i Pokuplja. S brigadom "Franjo Ogulinac Seljo", koja je osnovana u siječnju 1944., Badel kao njezin politički komesar sudjeluje u napadima na neprijateljska uporišta Goli Breg, Brezovica, te na području Plješivice. Poginuo je kod sela Sveta Jana, 22. lipnja 1944. godine, a za narodnog heroja Jugoslavije proglašen je 6. srpnja 1944. godine.
Obitelj Marijana Badela, njegov otac i stric su u Sesvetama kraj Zagreba osnovali poznatu tvornicu za proizvodnju alkoholnih pića Badel.